# James Williamson (regista)
James Williamson (Kirkcaldy, 8 novembre 1855 – Richmond upon Thames, 18 agosto 1933) è stato un regista, direttore della fotografia e sceneggiatore scozzese.
Fu anche produttore cinematografico e attore. È stato un pioniere del cinema, tra i principali esponenti di quella che Georges Sadoul definì come Scuola di Brighton, fra i primi sviluppatori e registi di pellicole in Gran Bretagna.

## Biografia
Nato nei pressi di Kirkcaldy, Fife, James Williamson visse a Edimburgo. Nel 1868 si trasferì a Londra dove fu apprendista farmacista. Comprò la sua farmacia nel 1877. Nel 1886 si trasferì ad Hove, nel Sussex. Qui si legò in amicizia con altri pionieri del cinema britannico come Esmé Collings, William Friese-Greene e soprattutto George Albert Smith.
Fu un regista altamente innovativo per la sua epoca: Attack on a China Mission (1900) contiene il primo esempio in assoluto di campo-controcampo, mentre in The Big Swallow (1901), forse il suo film più celebre, si spinge fino al primissimo piano e al dettaglio, in un'epoca in cui l'uso del primo piano costituiva ancora un'eccezione; in Fire! (1903) invece lo vediamo mescolare con perizia realtà e finzione (il carro dei pompieri è reale, mentre fittizio è l'incendio nella casa). Questo film ispirò ad Edwin Stanton Porter il suo Life of an American Fireman, prova di quanto i pionieri del cinema britannico fossero conosciuti ed imitati oltreoceano.
Tra il 1898 e il 1902 il regista coinvolse anche due dei suoi figli, Alan Williamson (1886-1952) e Colin Williamson (1887-1976), come protagonisti di una serie di cinque cortometraggi nei panni di due terribili ragazzini (Two Naughty Boys). Quando Alan e Colin divennero troppo grandi per la parte furono sostituiti nello stesso ruolo dai loro fratelli minori, Tom Williamson (1891-1959) e Stuart Williamson (1893-1972). I due fratelli minori compaiono anche individualmente in altri cortometraggi girati dal padre o dal altri registi della compagnia paterna. I fratelli Williamson furono non solo i primi attori bambini del cinema britannico ma in assoluto i primi bambini ad avere un ruolo protagonistico in un serial cinematografico.
La casa di produzione fondata da James Williamson nel 1898, la Williamson Kinematographic Company, conobbe un periodo di forte espansione intorno al 1907 quando aprì i suoi uffici a Londra. Successivamente Williamson si dedicò sempre più sporadicamente alla produzione e alla regia di film per concentrarsi sull'attività ingegneristica: processi di sviluppo per pellicole, produzioni di fotocamere e cineprese e altre mansioni legate alla cinematografia.
Si spense il 18 agosto 1933 in seguito ad un attacco cardiaco.

## Filmografia

### Regista
- Ring-a-Ring of Roses (1897)
- Hove Coastguards at Flag Drill (1897)
- Hove Coastguard at Cutlass Drill (1897)
- Fox-and-Geese (1897)
- Winning the Gloves (1898)
- Washing the Sweep (1898)
- Two Naughty Boys Upsetting the Spoons (1898)
- Two Naughty Boys Teasing the Cobbler (1898)
- Two Naughty Boys Sprinkling the Spoons (1898)
- The Forbidden Lover (1898)
- Sloper's Visit to Brighton (1898)
- The Jealous Painter (1898)
- The Fraudulent Beggar (1898)
- The Clown Barber (1898)
- Norah Mayer the Quick-Change Dancer (1898)
- Lady Cyclists (1899)
- Blacksmiths at Work (1899)
- Bank Holiday at the Dyke (1899)
- The Sleeping Lovers (1899)
- The Jovial Monks No.1 (1899)
- The Jovial Monks No. 2: Tit for Tat (1899)
- Courtship Under Difficulties (1899)
- Great Glove Fight (1900)
- Clever and Comic Cycle Act (1900)
- The Disabled Motor (1900)
- Attack on a China Mission (1900)
- Tomorrow Will Be Friday (1901)
- The Puzzled Bather and His Animated Clothes (1901)
- The Marvellous Hair Restorer (1901)
- The Elixir of Life (1901)
- Teasing Grandpa (1901)
- Stop Thief! (1901)
- Over the Garden Wall) (1901)

- The Big Swallow (1901)
- Fire! (1901)
- Harlequinade: What They Found in the Laundry Basket (1901)
- Are You There? (1901)
- Ping-Pong (1902)

- The Little Match Seller (1902)
- Those Troublesome Boys (1902)
- The Soldier's Return (1902)
- The Workman's Paradise (1903)

- Fire! (1903)
- Spring Cleaning (1903)

- Quarrelsome Neighbours (1903)
- A Trip to Southend or Blackpool (1903)

- Juggins' Motor (1903)
- The Evil-Doer's Sad End (1903)
- The Dear Boys Home for the Holidays (1903)
- The Elixir of Life (1903)
- Wait Till Jack Comes Home (1903)
- The Deserter (1903)
- Close Quarters, with a Notion of the Motion of the Ocean (1903)
- Two Brave Little Japs (1904)
- The Tramp's Revenge (1904)
- They Forgot the Gamekeeper (1904)
- The Student and the Housemaid (1904)
- Stowaway (1904)
- The Old Chorister (1904)
- Oh! What a Surprise! (1904)
- An Interesting Story (1904)
- The Great Sea Serpent (1904)
- Gabriel Grub the Surly Sexton (1904)
- The Clown's Telegram (1904)
- All's Well That Ends Well (1904)
- An Affair of Honour (1904)
- Two Little Waifs (1905)
- Sausages (1905)
- Rival Barbers (1905)
- The Real Sea Serpents (1905)
- The Prodigal Son; or, Ruined at the Races (1905)
- The Polite Lunatic (1905)
- Our New Errand Boy (1905)
- In the Good Old Times (1905)
- An Eclipse of the Moon (1905)
- Brown's Half Holiday (1905)
- A Wicked Bounder (1906)
- Where There's a Will There's a Way (1906)
- The Sham Sword Swallower (1906)
- Mrs. Brown Goes Home to Her Mother (1906)
- The Miners Daughter (1906)
- Her First Cake (1906)
- Flying the Foam and Some Fancy Diving (1906)
- A Day on His Own (1906)
- The Angler's Dream (1906)
- Why the Wedding Was Put Off (1907)
- The Village Firebrigade (1907)
- Pa Takes Up Physical Culture (1907)
- The Orphans (1907)
- The Orange Peel (1907)
- Moving Day (1907)
- Just in Time (1907)
- Getting Rid of His Dog (1907)
- Cheating the Sweep (1907)
- The Brigand's Daughter (1907)
- Bobby's Birthday (1907)
- After the Fancy Dress Ball (1907)
- Uncle's Picnic (1908)
- Sunshine After Storm (1908)
- She Would Be a Suffragette (1908)
- The Rival Cyclists (1908)
- The Rent Collector (1908)
- The Reconciliation (1908)
- The Professor's Great Discovery (1908)
- My Wife's Dog (1908)
- The Little Mother (1908)
- The Great Bargin Sale (1908)
- A Day's Holiday (1908)
- A Countryman's Day in Town (1908)
- The Ayah's Revenge (1908)
- £100 Reward (1908)
- The Tower of London (1909)
- Saved by a Dream (1909)
- The Letter Box Thief (1909)
- 'Arry and 'Arriet's Evening Out (1909)
- The History of a Butterfly: A Romance of Insect Life (1910)